# Alopatia

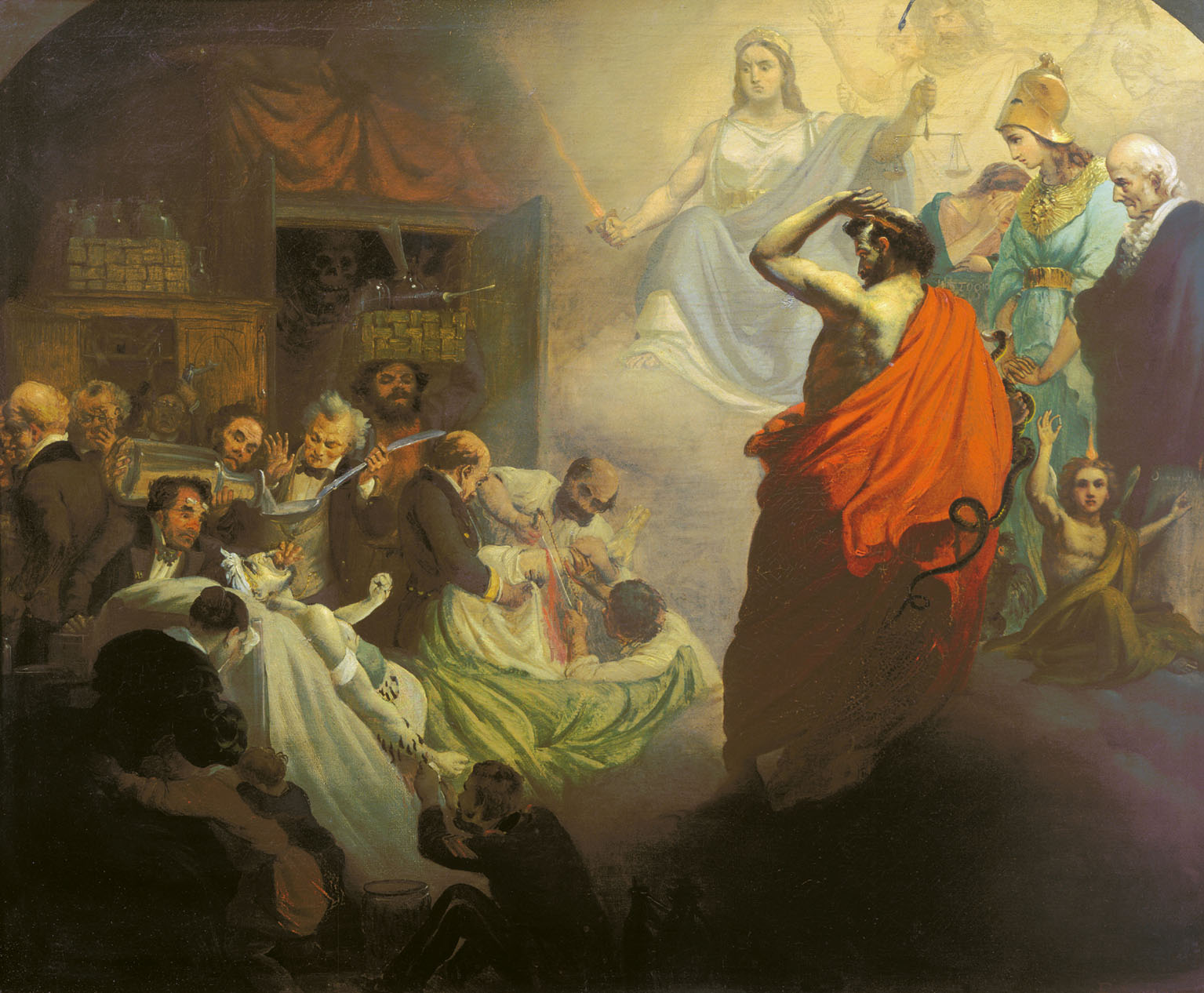
Homeopatia obserwująca okrucieństwo alopatii – obraz Aleksandra Beydemana namalowany w 1857 roku

Alopatia, allopatia (gr. ảλλος, allos – odmienny, inny i πάθος, pathos – cierpienie) – nazwa metod leczenia zgodnych z zasadą „przeciwne leczy się przeciwnym”, po łacinie Contraria contrariis curantur. Termin został wprowadzony przez Samuela Hahnemanna w roku 1807 w celu odróżnienia opracowanej przez niego metody leczenia, którą nazwał homeopatią. Do ówczesnej alopatii Hahnemann zaliczył na przykład: upuszczanie krwi z żył, terapie z użyciem pijawek, przykładanie do skóry rozgrzanych do czerwoności elementów stalowych, podawanie doustne lub doodbytnicze soli metali ciężkich takich jak kalomel i arszenik by wywołać wymioty lub purgację jelit, lewatywy z dymu tytoniowego, kąpiele we wrzątku czy podtapianie. W opracowaniu z 1807 Hahnemann do aloterapii zaliczany jest również jedyny powszechnie znany wówczas lek Laudanum (bazujący na opium), zioła (na przykład preparaty zawierające driakiew) lub wydzieliny zwierzęce zawierające kantarydynę, a także złożone mieszanki składników zwierzęcych, roślinnych i mineralnych jak teriak. 
Metody lecznicze, które Hahnemann nazwał alopatycznymi, cechowały się, w odróżnieniu od homeopatii oraz później opracowanych leków, innych niż homeopatyczne, dużą ilością skutków ubocznych i niewielką skutecznością, czy też były wręcz uznawane za okrutne. Medycyna alopatyczna, opisana przez Hahnemanna, jest obecnie określana jako medycyna heroiczna (ang. heroic medicine) i była w XIX wieku (w Europie zachodniej do  roku 1850, a w Europie wschodniej do roku 1890) klasyfikowana jako ówczesna medycyna oparta na faktach, medycyna Zachodnia lub medycyna współczesna. Podstawowa cechą medycyny alopatycznej (medycyny heroicznej) było sprofesjonalizowanie pomocy medycznej i odrzucenie bądź zaliczenie do "wiejskich zabobonów" metod tradycyjnych (to jest starszych niż z XIX w.), nawet jeśli były skuteczne.

## Znaczenie współczesne
Użycie terminów alopiata, alopata lub medycyna alopatyczna pozostaje powszechne wśród osób praktykujących terapie alternatywne, zwłaszcza wśród osób uznających homeopatię. Jest w tym wypadku synonimem medycyny współczesnej lub medycyny akademickiej. Jest to błąd, ponieważ większość konwencjonalnych metod leczenia, zarówno farmakologicznego, jak i inwazyjnego, jest sprzeczna z nominalną definicją alopatii ("przeciwne leczy się przeciwnym"), koncentrując się na zapobieganiu chorobie, zapobieganiu rozprzestrzenianiu się choroby lub usuwaniu jej przyczyny.
Termin medycyna alopatyczna nie jest również stosowany w terminologii medycyny konwencjonalnej w odniesieniu do medycyny XIX w., ponieważ część ówczesnych metod, jak np. leczenie za pomocą lewatyw z dymu papierosowego, nie miała nic wspólnego z nominalną definicją alopatii. Zamiast terminu alopatia stosuje się termin medycyna heroiczna.
Choć wiele współczesnych konwencjonalnych terapii można uznać za zgodne z nominalną definicją alopati (np. stosowanie siarczanu magnezu w przypadku zaparć) w odniesieniu do nich określenie to nie jest używane, ze względu na pejoratywne zabarwienie. Również pojęcie alopaty - lekarza/osoby praktykującej medycynę współczesną, może być używane za pojęcie obraźliwe.